# Dachov diel
Dachov diel (933 m) – szczyt w Rudawach Słowackich (Slovenské rudohorie). W regionalizacji słowackiej zaliczany jest do Gór Stolickich (Stolické vrchy). Znajduje się w bocznym, południowym grzbiecie szczytu Kohút (1409 m). Grzbiet ten opływany jest przez potoki Proviantka i Kozí potok, w jego stoki wcinają się ponadto potoki Piesočný potok, Suchý potok i inne bez nazwy.
Południowe stoki opadają do miejscowości Revúca, Mokrá Lúka, Revúcka Lehota, Chyžné, Magnezitovce. Dachov diel jest całkowicie porośnięty lasem i nie prowadzi przez niego żaden szlak turystyczny.